# آنگستروم
انگستروم (به انگلیسی: Angstrom) یک «یکای» طول برابر با ۱۰ به توان۱۰- متر است.
با وجود اینکه این «یکا» در سطح جهانی استفاده می‌شود، اما به‌طور رسمی جزو دستگاه بین‌المللی اندازه گیری نیست و نزدیک‌ترین واحد دستگاه بین‌المللی نظیر آن نانومتر است (۱۰ آنگستروم = حدود ۱ نانومتر)و  بیشتر در متون علمی استفاده می‌شود تا نانومتر. کاربرد بیشتر آن در بسیاری از متون علمی جهت اندازه‌گیری اندازهٔ اتم‌ها، مولکول‌ها، ساختارهای میکروسکوپیک زیستی و قدرت تفکیک میکروسکوپ‌ها و طول پیوندهای شیمیایی، فاصله اتم‌ها در کریستال‌ها، طول موج امواج الکترومغناطیسی به کار می‌رود.
این «یکا» به افتخار آندرش یوناس اُنگستروم فیزیک‌دان سوئدی نام‌گذاری شده‌است.